# Кеннедівілл (Меріленд)
Кеннедівілл (англ. Kennedyville) — переписна місцевість (CDP) в США, в окрузі Кент штату Меріленд. Населення — 230 осіб (2020).

## Географія
Кеннедівілл розташований за координатами 39°18′21″ пн. ш. 75°59′42″ зх. д. / 39.30583° пн. ш. 75.99500° зх. д. (39.305900, -75.995021).  За даними Бюро перепису населення США в 2010 році переписна місцевість мала площу 1,46 км², з яких 1,45 км² — суходіл та 0,02 км² — водойми.

## Демографія
Згідно з переписом 2010 року, у переписній місцевості мешкало 199 осіб у 81 домогосподарстві у складі 54 родин. Густота населення становила 136 осіб/км².  Було 97 помешкань (66/км²).
Расовий склад населення:
| - 95,0 % — білих - 4,0 % — чорних або афроамериканців |

До двох чи більше рас належало 1,0 %. Частка іспаномовних становила 0,0 % від усіх жителів.
За віковим діапазоном населення розподілялося таким чином: 21,1 % — особи молодші 18 років, 63,3 % — особи у віці 18—64 років, 15,6 % — особи у віці 65 років та старші. Медіана віку мешканця становила 38,2 року. На 100 осіб жіночої статі у переписній місцевості припадало 91,3 чоловіків;  на 100 жінок у віці від 18 років та старших — 89,2 чоловіків також старших 18 років.
Середній дохід на одне домашнє господарство  становив 50 065 доларів США (медіана — 43 846), а середній дохід на одну сім'ю — 52 887 доларів (медіана — 44 231). За межею бідності перебувало 20,9 % осіб, у тому числі 11,0 % дітей у віці до 18 років та 0,0 % осіб у віці 65 років та старших.
Цивільне працевлаштоване населення становило 73 особи. Основні галузі зайнятості: публічна адміністрація — 35,6 %, виробництво — 15,1 %, мистецтво, розваги та відпочинок — 13,7 %, фінанси, страхування та нерухомість — 12,3 %.